# Yumekuri
Yumekuri (ゆめくり?) è un manga scritto e disegnato da Hiro, e pubblicata dal gennaio 2012 al dicembre 2016 dalla Media Factory sulla rivista Monthly Comic Alive. Il primo volume tankōbon della serie è stato pubblicato il 23 ottobre 2012. Un OAV di 6 minuti, basato sul manga e prodotto da Diomedéa, è stato pubblicato il 28 novembre 2012.

## Trama
La storia ruota intorno al personaggio di Makoto Yukami, un adolescente che ama visitare le fonti termali. Alla sua centesima visita, il ragazzo si trova a visitare Miyama-kan, dove lavorano quattro bellissime ragazze: Tokura, Akino, Tsutsuji e Mitomo. Tuttavia, in questo posto, Makoto si trova involontariamente a vedere Yuri, una divinità delle fonti termali e ne acquisisce i poteri.

## Personaggi
Yukami Makoto
Yuri Shirahane
Doppiata da: Satomi Satō
Tokura Ushiki
Doppiata da: Ai Kayano
Akino Mikogai
Doppiata da: Hisako Kanemoto
Tsutsuji Tōnosawa
Doppiata da: Asuka Ōgame
Mitomo Rokuya
Doppiata da: Kanae Itō

Ryouka Tsumagoi

## Media

### Manga
| Nº | Data di prima pubblicazione | Data di prima pubblicazione | Data di prima pubblicazione |
| Nº | Giapponese                  | Giapponese                  |                             |
| -- | --------------------------- | --------------------------- | --------------------------- |
| 1  | 23 ottobre 2012             | ISBN 978-4-84-014740-8      |                             |
| 2  | 23 ottobre 2013             | ISBN 978-4-84-015336-2      |                             |
| 3  | 22 dicembre 2014            | ISBN 978-4-04-067221-2      |                             |
| 4  | 22 dicembre 2015            | ISBN 978-4-04-067857-3      |                             |
| 5  | 23 gennaio 2017             | ISBN 978-4-04-069043-8      |                             |

### Anime
Ad agosto 2012 è stato annunciato sulle pagine di Comic Alive che lo studio Diomedéa stava producendo un adattamento animato della serie in forma di OAV, che è uscito il 28 novembre 2012.